# Masirana longimana
Masirana longimana är en spindelart som beskrevs av Takeo Yaginuma 1970. Masirana longimana ingår i släktet Masirana och familjen Leptonetidae. Inga underarter finns listade i Catalogue of Life.